# Musée d'Art et d'Histoire Baron-Gérard
 (avril 2020).
Si vous disposez d'ouvrages ou d'articles de référence ou si vous connaissez des sites web de qualité traitant du thème abordé ici, merci de compléter l'article en donnant les références utiles à sa vérifiabilité et en les liant à la section « Notes et références ».
Le musée d'Art et d'Histoire Baron-Gérard (MAHB), qui bénéficie de l'appellation Musée de France, est situé à Bayeux en Normandie.
Depuis sa réouverture en mars 2013, il est un élément essentiel du triptyque Bayeux Museum, la marque regroupant les musées gérés par la ville de Bayeux, à laquelle s’associent la Tapisserie de Bayeux (mémoire du monde de l’Unesco) et le musée mémorial de la Bataille de Normandie.
Installé en 1900 dans l'ancien palais épiscopal attenant à la cathédrale Notre-Dame. Il porte depuis 1951 le nom d'Henri Alexandre Gérard (1818-1903), député de Bayeux et grand mécène du musée.
Dans un dialogue permanent entre palais et collections, y sont présentées 800 pièces archéologiques ou ethnographiques, près de 600 œuvres d'art dont 250 peintures et estampes (Van der Goes, Clouet, Momper, Teniers, Champaigne, Bourdon, Boucher, David, Gros, Gérard, Boudin, Caillebotte, Van Dongen, etc.), et plus de 2 500 porcelaines et dentelles, créations qui ont assuré le rayonnement de Bayeux à travers le monde.
Il est désormais possible d'accéder au musée sous la forme d'une visite virtuelle.

## Histoire

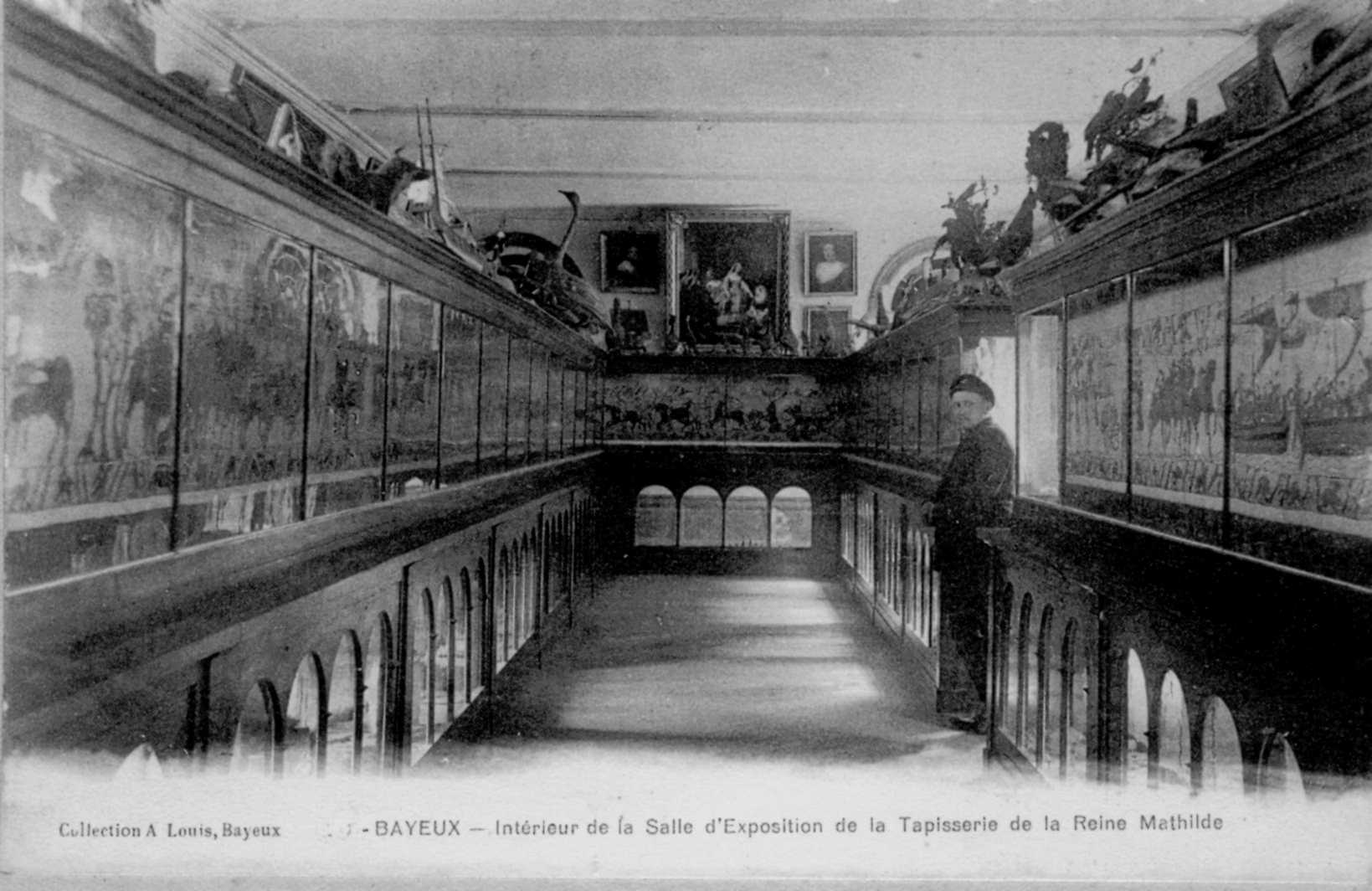
Les collections municipales présentées au sein de la galerie Mathilde.

L'histoire des musées de Bayeux débute sous la Révolution française en 1793, grâce au travail d'une commission des arts instituée pour protéger les éléments les plus remarquables du patrimoine du district, parmi lesquels figure la Tapisserie de Bayeux. Les collections sont tout d'abord rassemblées avec le joyau de l'art médiéval dans la galerie Mathilde jusqu'en 1900, date de création du musée.
Celle-ci est liée à l'importante donation qu'effectue en 1899 Henri-Alexandre Gérard, neveu et unique héritier du peintre François Gérard. La collection constituée par ce grand amateur d'art est le noyau du fonds de peintures du XIXe siècle du musée avec notamment des œuvres de Jacques-Louis David, Antoine-Jean Gros et Gérard lui-même.
Le musée installé dans les parties les plus anciennes de l'ancien palais épiscopal de Bayeux (XIe – XVIe siècle) est fermé à partir de 2001 pour être entièrement redéployé (cabinet Millet et Chilou architectes chargés de la maîtrise d'œuvre en association avec le cabinet Le Conte et Noirot architectes scénographes). Il est alors temporairement installé dans l'hôtel du Doyen (ancienne résidence du doyen du chapitre de la cathédrale). Sa réouverture le 23 mars 2013 est marquée par le doublement de sa surface d'exposition dans un palais épiscopal entièrement restauré, auquel s'associe une extension contemporaine.
Les collections dialoguent ainsi avec les parties les plus prestigieuses de l'édifice : salles basses d'époque romane, chapelle épiscopale de la première Renaissance française et son important cycle de peintures murales du XVIIe siècle, ancienne salle des audiences du tribunal avec son mobilier original des années 1840. Il est à noter que depuis 2018 son statut de « musée de France », s'associe à la reconnaissance de l'unicité de la collection : Tapisserie de Bayeux - MAHB Musée d'art et d'histoire Baron Gérard (MAHB).

## Parcours des collections
Le parcours muséographique se développe sur 1 700 m2 sous la forme d'une invitation au voyage en quatorze étapes à travers l'histoire de l'art européen, avec comme arrière-plan l'évolution de la commune de la préhistoire jusqu’à l’époque contemporaine.
Dès son entrée, le visiteur est immergé dans l’intimité de la cité, les vestiges de la chapelle médiévale du palais servant de cadre au pôle d’accueil donnant sur un jardin intérieur clos de parois de verre. Autour de ce puits de lumière prend naissance le musée, au travers de l'évocation de ses fondateurs parmi lesquels figure l'archéologue Arcisse de Caumont et du cadre géologique qui a façonné les caractères du terroir que le public est invité à explorer.
Les premières étapes du parcours consacrées à la préhistoire et à l’époque gallo-romaine se déploient sur près de 200 m2 au niveau bas de l’extension contemporaine. Ce vaste plateau à dix colonnes, encadré d'un péristyle couvert d'une verrière, présente de manière pédagogique les plus récents apports des recherches archéologiques menées dans la région depuis l'époque Néolithique jusqu'à la fondation d’Augustodurum, l’antique Bayeux. La richesse de la cité y est notamment révélée par d'importants éléments d'architecture et les décors peints de plusieurs pièces d’une villa du IIe siècle.
En pénétrant dans les espaces d’époque romane (IXe-XIIe) du rez-de-chaussée de l’ancien palais, le public est invité à découvrir les collections médiévales prolongées sans rupture réelle par celles de la Renaissance. La scénographie a mis ici en valeur toutes les ressources offertes par le cadre architectural, qui favorisent certaines confrontations inédites, telle la mise en perspective des primitifs de la Renaissance italienne du XVe siècle avec les œuvres régionales contemporaines du gothique flamboyant.
L’espace contigu consacré au rayonnement de l’Italie et aux œuvres inspirées de l’Antiquité (Éducation de Jupiter de Frans Floris, Mort de Cléopâtre de Girolamo Marchesi , etc.) s'inscrit quant à lui dans le prolongement visuel de l'espace gallo-romain.

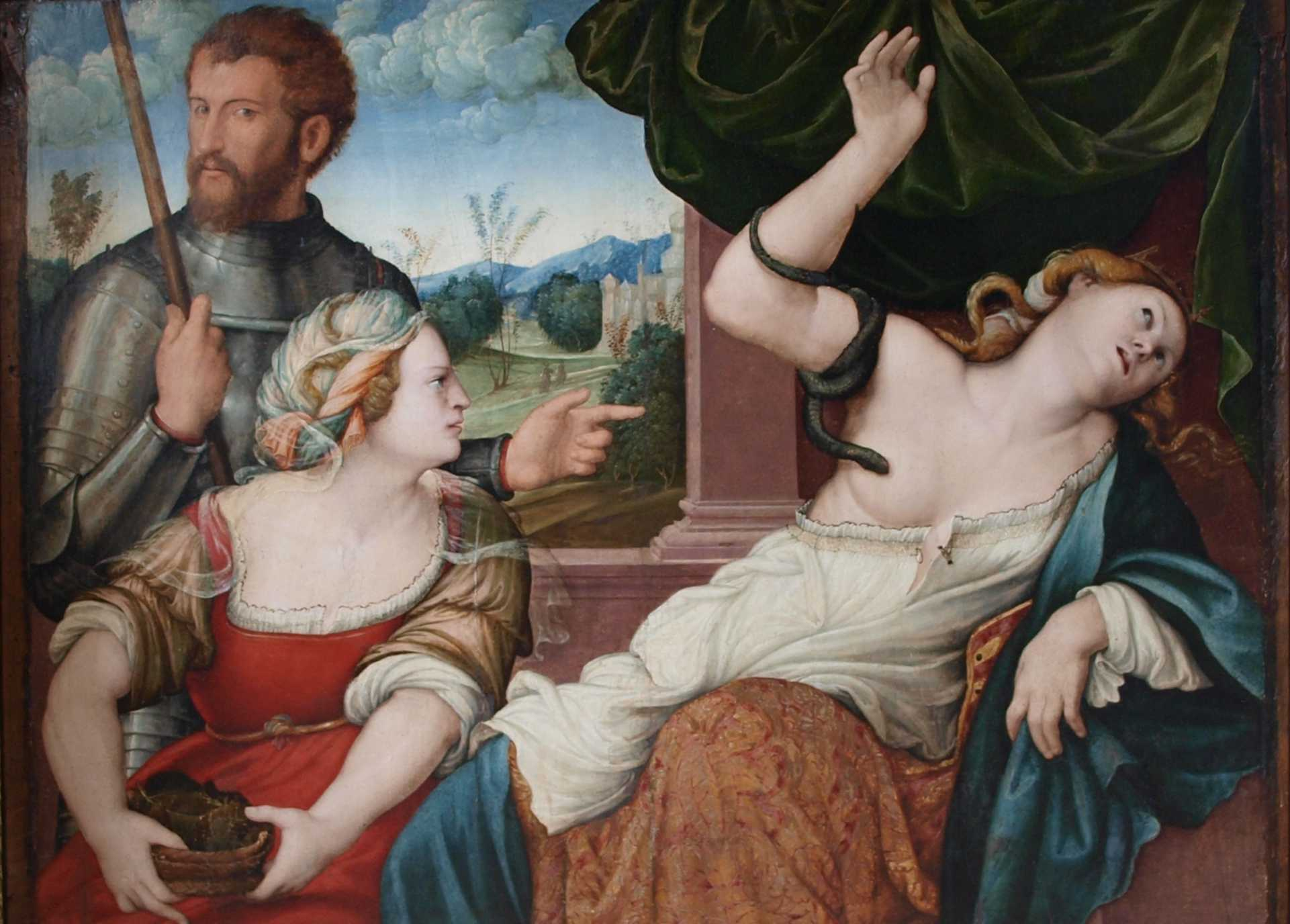
Marchesi da Cotignola, La Mort de Cléopâtre, (XVIe siècle) de Girolamo Marchesi.

L’accès à l’étage s’effectue par le grand escalier du XVIIIe siècle qui conduit aux espaces officiels du palais et ouvre sur la salle consacrée aux collections du Grand Siècle, où paysages et scènes de genre des écoles du Nord (David Teniers le Jeune, Jacques Van Artois, Gillis van Tilborch…), voisinent avec les œuvres à sujet religieux de l’école française (Philippe de Champaigne, Sébastien Bourdon, Laurent de La Hyre…).
Elle précède la grande salle des Audiences des Évêques, lieu à forte valeur symbolique. Ce vaste espace intérieur de près de 150 m2 accueille à partir de 1793 la salle des audiences du tribunal. C’est dans cette fonction, avec son décor et son mobilier original d'époque Louis-Philippe qu’elle est aujourd’hui au parcours muséographique, tout en permettant d’accéder à la chapelle palatiale.
Chef-d’œuvre de l’architecture de la première Renaissance française, celle-ci sert d’écrin à l’un des plus importants cycles de peintures murales du XVIIe siècle conservés en Basse-Normandie, un concert animé par seize anges musiciens. La restauration de cette partie de l’édifice (structure et décor) a été conduite sous la maîtrise d’œuvre de Daniel Lefèvre, architecte en chef des monuments historiques.

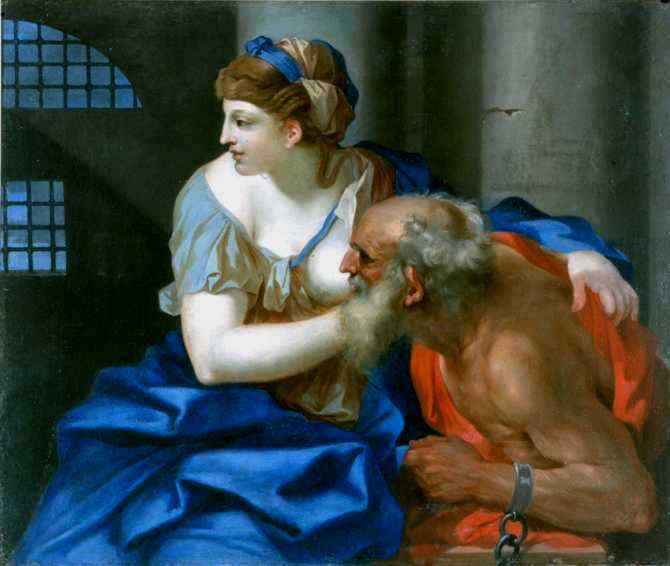
Sébastien Bourdon, Charité romaine (XVIIe siècle).

Les anciens appartements des évêques sont formés, dans leur état du milieu du XVIIIe siècle, d’une enfilade de grands salons. Deux de ces espaces ont été entièrement recomposés pour restituer leur volume d’origine et accueillir les collections ayant trait à la fin de l’Ancien Régime, l’Empire et la Restauration, dans une scénographie volontairement moderne refusant tout pastiche. Les cimaises célèbrent ici les noms de Jean-François Boucher, Jacques-Louis David, de leurs élèves et de leurs contemporains (Antoine-Jean Gros, François Gérard, Pierre-Paul Prud’hon, Marie-Guillemine Benoist, Alexandre Menjaud…).
Il s’agit d’une période d’émulation qui voit l’émergence, dans tous les domaines de la création, de talents d’origine régionale dont certains accèdent à une renommée nationale. Le musée s’attache à mettre particulièrement en valeur cet aspect qu’illustrent, dans le domaine de la peinture de chevalet, par exemple Joachim Rupalley, Pierre-François Delaunay ou Robert Lefèvre. La mise en scène volontairement théâtrale de la personnalité de la tragédienne Marguerite Weimer dite « Mademoiselle George », tant admirée par Victor Hugo ou Théophile Gautier, répond également à cet objectif.

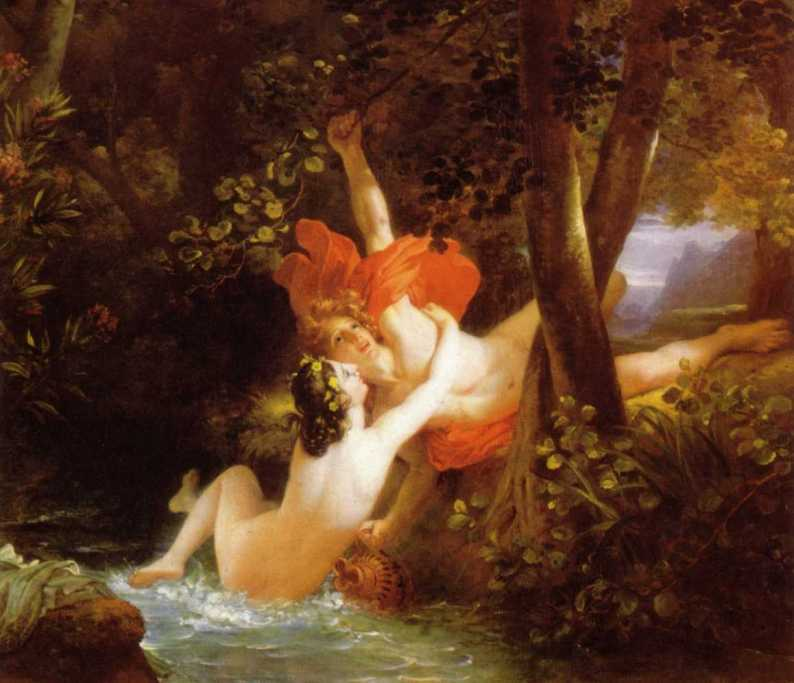
François Gérard, Hylas et la Nymphe.

Un salon orné de ses boiseries du milieu du XVIIIe siècle sert d'écrin aux collections de dentelle, art introduit au XVIIe siècle par volonté épiscopale.
Grâce au dynamisme de grands entrepreneurs, Bayeux s'élève au milieu du XIXe siècle aux premiers rangs des créateurs de mode. La présentation des pièces les plus luxueuses s'y effectue donc dans l'esprit d’un showroom de haute couture, les aspects techniques étant quant à eux développés dans une atmosphère évoquant celle d'un atelier de « maison dentellière ». Principale activité artisanale de la cité vers 1780, elle se développe grâce au dynamisme d'entrepreneurs privés et atteint son apogée du point de vue économique au milieu du XIXe siècle. L’arrondissement compte en 1830 environ 15 000 ouvrières travaillant principalement à domicile.
Les milliers de pièces alors produites se regroupent en trois familles principales : le « Bayeux » en lin ou coton blanc, le « Chantilly » de soie noire, et enfin la « Blonde » de soie écrue. Châles, étoles, mantilles, fichus, barbes, garnitures d'ombrelles ou d'éventails, mais aussi métrages de rubans, de volants ou pièces d’incrustation à monter, sont autant d'accessoires de mode commercialisés dans les magasins que les maisons dentellières entretiennent à grand frais à Paris. L'industrie de la dentelle à la main s’effondre brutalement au crépuscule du Second Empire au profit des productions mécaniques. La tradition est néanmoins sauvegardée tout au long du XXe siècle grâce à l'École de dentelle de la Maison Lefébure, relayée par l’activité du maître d'art Mylène Salvador et désormais par ses élèves parmi lesquelles plusieurs « meilleurs ouvriers de France ».

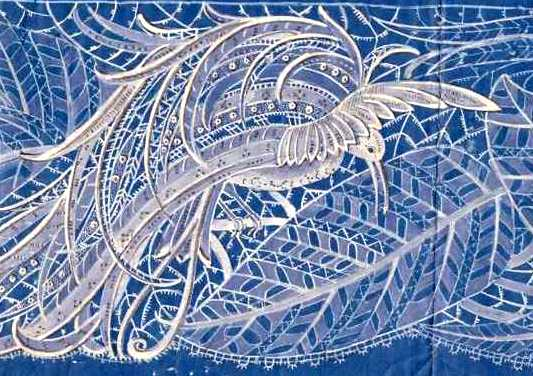
Maison dentellière Lefébure, dessin préparatoire (vers 1900).

L'installation du musée au sein de l'ancien palais en 1900 constitue un jalon important dans l’histoire de l’édifice. Les qualités muséographiques de la grande salle de peintures à éclairage zénithal alors créée se révèlent être un atout pour présenter les différents courants de l'art français de la seconde partie du XIXe siècle. La création de cimaises permettant d’individualiser certaines œuvres débouche sur un subtil croisement de regards qui n'ont rien de contradictoire. À l'émergence d'un esprit national illustré par la peinture d'histoire (Émile-Jean-Horace Vernet, Charles Coëssin de la Fosse, Alexandre Protais, Septime Le Pippre), répond ainsi la quête de nouveaux horizons (Auguste Biard) magnifiée par l'orientalisme (Eugène Fromentin, Théodore Frère, Louis Mouchot). À l’esprit romantique qui impose dans l’art l’image d'une nature idéalisée grandiose et toute puissante (Georges Michel, Louis Cabat, Henri Place, Francisque Schaeffer-Berger, Isidore Pils,Raymond Brascassat, Albert de Balleroy), succède une approche plus objective de la réalité (Camille Corot, Camille Bernier, Jules Noël, Octave Tassaert, Théodule Ribot). Au réalisme social marqué par le développement industriel (Jules Adler, Alexandre Le Carpentier, Marguerite Godin, Henry Geoffroy, Victor Gilbert, Georges Moreau de Tours) s'associe la modernité du regard posé sur l'environnement quotidien par les impressionnistes (Eugène Boudin, Gustave Caillebotte, Cross).

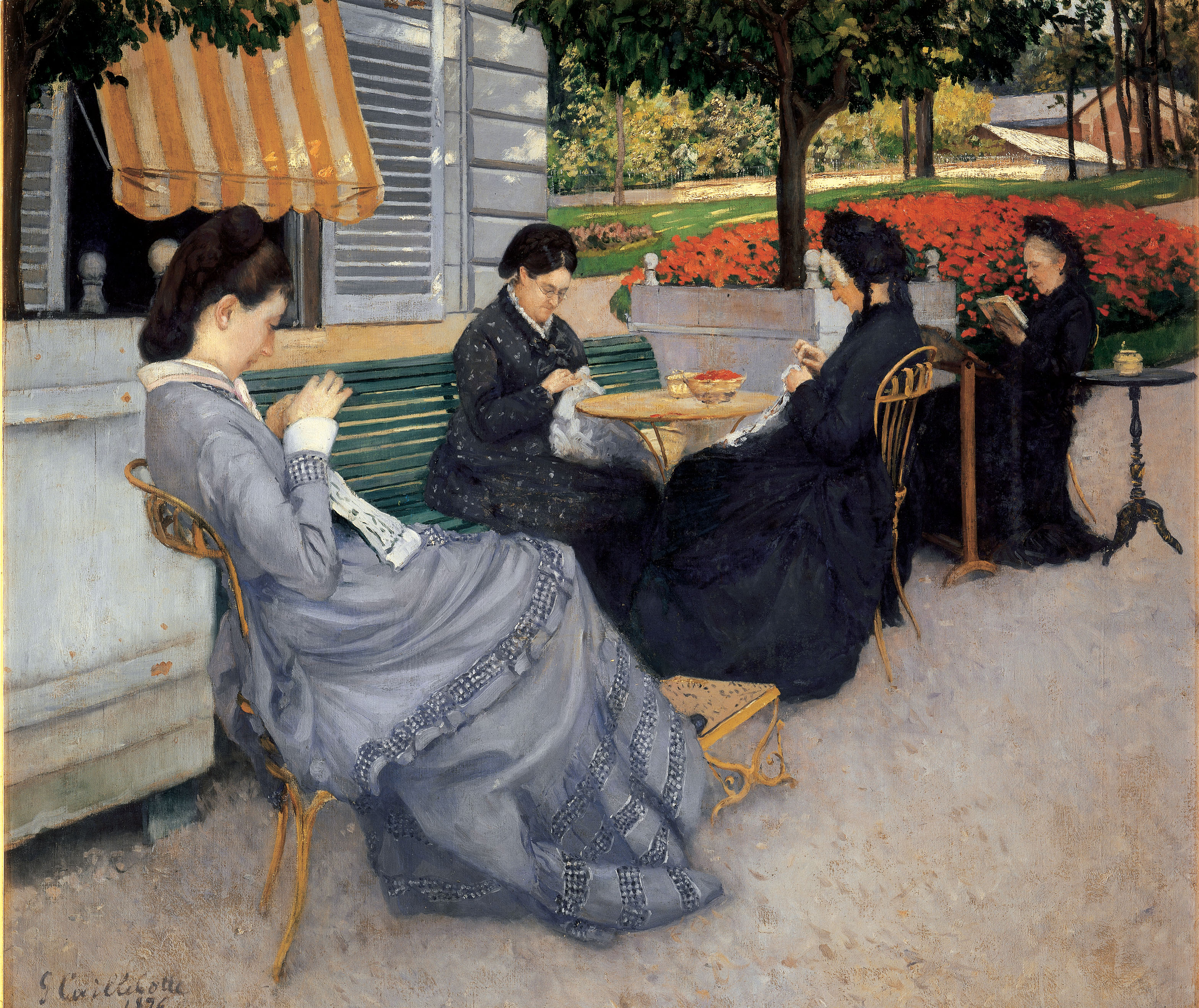
Gustave Caillebotte (1876), Portraits à la campagne.

Servant de passerelle entre le XIXe et le XXe siècle, la salle suivante est entièrement consacrée à la porcelaine de Bayeux (1812-1951) industrie favorisée par la présence dans la région de kaolin, matière première indispensable à la réalisation de la pâte.
Pendant près d'un siècle et demi, le dynamisme de la fabrique s’affiche au travers de la diversité et de la richesse de sa production de pièces décorées sous la direction des trois familles qui s'y succèdent : les Langlois (1812-1849), les Gosse (1849-1878) et les Morlent (1878-1951). Leurs efforts ont eu parallèlement pour objectif de démocratiser l’usage de ce produit de luxe, en hissant Bayeux au premier rang des fabricants de porcelaine allant au feu. Ce domaine, qui permet à l'entreprise d’acquérir une réputation mondiale avec ses articles destinés à l’équipement des laboratoires de chimie, est un élément capital de son rayonnement du point de vue économique qu'illustre la mise en scène d'un stock de 1 500 pièces produites au sortir de la dernière guerre.

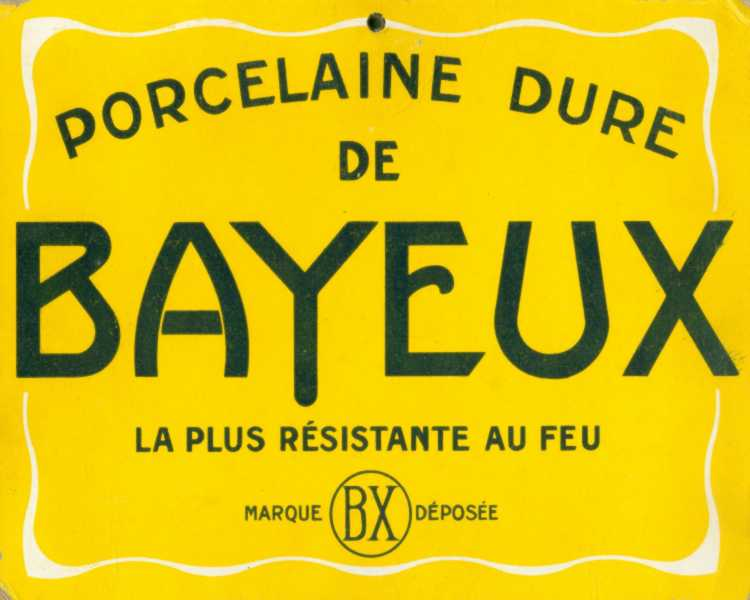
Plaque publicitaire de la manufacture de porcelaine de Bayeux (vers 1930).

La dernière étape du parcours est consacrée aux collections du XXe siècle. La photographie naissante traduit l'atmosphère de la cité dans sa dimension sociale (Alexandre Dubosq, Studio Leprunier), alors que les créations de René Lalique, Louis Étienne et Lucien Desmant (collection de référence pour la production de ces céramistes actifs à Subles de 1896 à 1929), Georges Alexandre Charlet, Alexandre Clerget, Auguste Gorguet ou René Ménard s'associent à l'intimité des intérieurs Art nouveau et Art déco régionaux.
Les maîtres de l'estampe moderne à l'image des artistes édités entre 1925 et 1935 par Edmond Frapier (Maurice de Vlaminck, Georges Rouault, Maurice Utrillo, Henri Matisse, Kees van Dongen…) accompagnent enfin les œuvres des artistes originaires de la région ou ayant choisi d’y installer leur atelier tels Jules Rame, Raphaël Manchon, Suzanne Duchemin, Roland Lefranc, Claude Quiesse ou Michel Roncerel.